# Koroliwka (Tschortkiw, Borschtschiw)
Koroliwka (ukrainisch Королівка; russisch Королёвка Koroljowka, polnisch Korolówka) ist ein Dorf im Rajon Tschortkiw, Oblast Ternopil im Westen der Ukraine und liegt 12 Kilometer südlich von Borschtschiw am Flüsschen Nitschlawa (Нічлава). Koroliwka ist bekannt für die Gipskarsthöhle Optymistytschna Petschera.

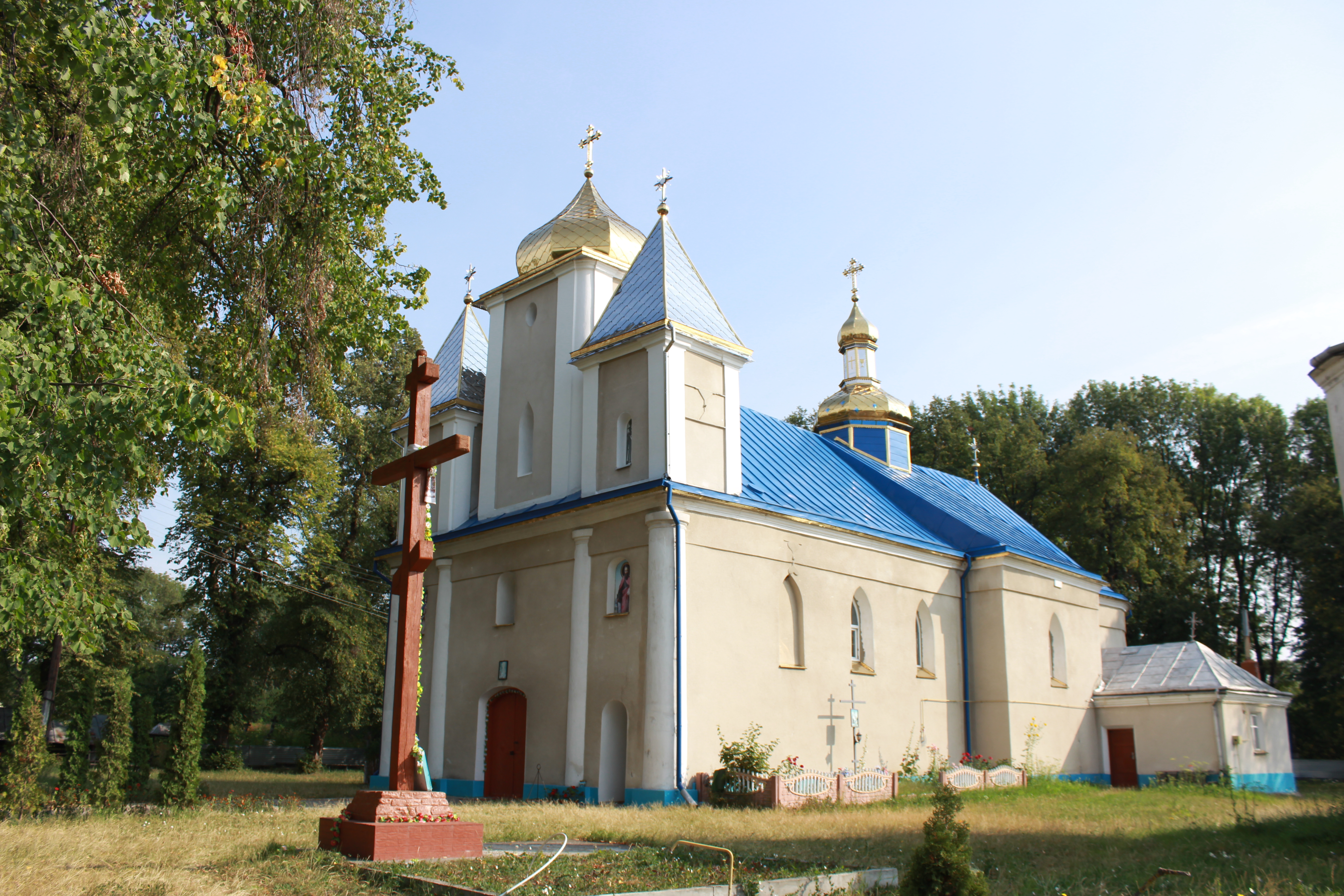
Kirche im Ort

Am 30. Juni 2016 wurde das Dorf ein Teil der Stadtgemeinde Borschtschiw im Rajon Borschtschiw; bis dahin bildete es die Landratsgemeinde Koroliwka (Королівська сільська рада/Koroliwska silska rada) im Westen des Rajons Borschtschiw.
Am 17. Juli 2020 wurde der Ort Teil des Rajons Tschortkiw.

## Geschichte

### Die jüdische Siedlung von ihren Anfängen bis 1919
Koroliwka wurde als Korolówka, eine jüdische Siedlung in der Woiwodschaft Podolien innerhalb der Adelsrepublik Polen-Litauen, wahrscheinlich gegen Ende des 17. Jahrhunderts gegründet und war im privaten Besitz der Mitglieder einer adligen Familie. Das Alter der Holz-Synagoge, die noch bis zum 19. Jahrhundert existierte, bescheinigt dies, .
1726 wurde hier Jakob Joseph Frank, der jüdische Schwärmer und Pseudo-Messias bzw. Anführer seiner mystisch-kabbalistisch-judenchristlichen Sondergemeinschaft (Frankisten), geboren und wohnte  bis zu seinem 12. Lebensjahr im Ort. Nach der Auflösung Polens wurde der Ort 1772 eine Stadt des österreichischen Kronlandes Galizien und lag ab 1867 in der Bezirkshauptmannschaft Borszczów. Die Stadt begann sich schon im 18. Jahrhundert zu entwickeln und wuchs besonders im 19. Jahrhundert mit der Anbindung an das Eisenbahnnetz, obwohl sie immer von den nahen Kommunen Borszczów und Brzeżany überschattet blieb. Direkt neben der Stadt lag das Schloss der Gutsbesitzer Дунін-Борковськи (Dunin-Borkowski). 1904 zerstörte ein Brand 30 jüdische Häuser; aus Brzeżany kamen jedoch Juden ihren Nachbarn zur Hilfe und brachten ihnen Essen. Nachdem Koroliwka während der russischen Besetzung im Ersten Weltkrieg 1914–1917 in Mitleidenschaft gezogen worden war, nahm die Bevölkerungszahl ab. Nach der Zerstörung durch die russischen Besatzer wurden durch einen erneuten Stadtbrand wieder ungefähr 30 Häuser zerstört, in denen 38 jüdische Familien lebten.
Die ersten jüdischen Siedler verdienten ihr Geld mit Vermietungen und Handel (im 18. Jahrhundert auch mit der Walachei) und im 19. Jahrhundert auf kleinen Gewerbehöfen, mit Hausieren in den umliegenden Dörfern sowie mit Handwerk.
Von den örtlichen Rabbis sei Rav Avraham-Abush Eisner erwähnt, ein in Korolówka Geborener, der heilige Führer in Huși, Rumänien und Gródek Jagielloński bzw. hier in Koroliwka war. Er war sehr gut ausgebildet und partizipierte am Ha-Maggid und der HaTzfirah. In seinen Artikeln bezüglich der jüdischen Ausbildung befürwortete er die Einrichtung von Schulen für die Kinder Israels der Art, dass sie von der Alliance Israélite Universelle betreut werden. 1877 beendete er sein Rabbinat in Korolówka als Pensionär und eröffnete im Ort einen Buchladen. Er gründete das Magazin Hatzofeh (der Zuschauer); es wurden jedoch nur zwei Ausgaben im Jahr 1878 veröffentlicht. 1879 zog er mit seinem Buchgeschäft nach Czernowitz, der Hauptstadt der Bukowina.
Für viele Jahre führte das Büro des Korolówkaer Rabbi Haim bar Jakob-Schimon Rozenberg, der 1884 ernannt wurde und lange im Ort als Rabbi diente, auch durch die Zeitperiode zwischen den beiden Weltkriegen. Da er in Opposition zum Zionismus stand, gab es in Korolówka bis zum Ausbruch des Ersten Weltkrieges keine organisierten zionistischen Gruppen.
Auf Bemühen der hoch ausgebildeten Dorfbewohner, u. a. Lazar Fierstein, gründete sich noch während der letzten Tage des 19. Jahrhunderts eine Schule nach den Grundsätzen des Baron Hirsch im Ort. Auch ein Einkaufszentrum wurde errichtet. In der Stadt fanden regelmäßig Messen statt.

### 1920–1943: Antisemitismus und Vernichtung der jüdischen Siedlung durch Ukrainer und Deutsche
Mit dem Ende des Ersten Weltkrieges und dem Rückzug der Bolschewiki 1920, nachdem also die neue polnische Regierung aufgestellt war, begannen Zionisten der Umgebung mit ihren Aktivitäten. Korolówka gehörte von 1918 bis 1939 nun zur Woiwodschaft Tarnopol in Polen. Als erstes organisierten die Zionisten sich im Namen der Flüchtlinge aus der Ukraine, die in den Ort kamen. Daneben erschienen verschiedene Gruppierungen im Ort: mit dem Übergang der Zeitzweige der Histadrut HaZioni (Zionistische Union) und verschiedene Jugendbewegungen wie die Hashomer Hazair (die junge Wache), die Hanoar Hazioni (Die zionistische Jugend), Beitar, und die Gordonia. 1925 wurde ein Esra-Zweig geschaffen. Während der Wachstumsperiode war die Gruppe Hovevai Tarbut (Kultur Enthusiasten) aktiv und es gab Bibliotheken sowie Schauspielklassen, die parallel zu den Jugendbewegungen existierten. 1935 gründete sich im Ort eine hebräische Gesamtschule.
In den 1930er Jahren verschlechterte sich die wirtschaftliche Situation der Juden in Korolówka. Die Kaufleute gerieten in schwere Konkurrenz mit den ukrainischen Genossenschaften und im Ort sowie in den umliegenden Dörfern wurde der Antisemitismus geschürt. Im Mai 1937 wurde in einem benachbarten Dorf eine jüdische Familie ermordet und in anderen erhielten Bewohner Drohbriefe. Im April 1939 wurden die jüdischen Besitzer einer Ölfabrik geschlagen. Bei den Kommunalwahlen von 1927 wurden 22 Juden (von insgesamt 48 Sitzen) ins Stadtparlament gewählt. Viele dieser Gewählten waren Zionisten. Einer von ihnen war N.Gelbhard, der zum Vize-Bürgermeister gewählt wurde. Bei den Zionistenkongresswahlen 1935 wählten die Dorfbewohner wie folgt: Allgemeine Zionisten: 202 / Mizrachi: 13 / Eretz Yisrael Ha'ovedet: 137. 1939 wurden 79 Schekel verkauft, obwohl die Wahl nicht in Korolówka stattfand.
1940 wurde der Ort von den Sowjets besetzt und der Ukrainischen SSR zugeschlagen. Über das Leben der Juden während dieser Zeit (September 1939 bis Juni 1941) weiß man fast nichts. Denn schon ein Jahr später nach dem Überfall auf die Sowjetunion am 1. Juli 1941 wurde Koroliwka von Deutschland besetzt und dem Distrikt Galizien zugeteilt. Unverzüglich begannen die Besatzer mit der Judenverfolgung: Alle Stadtbewohner, die kräftig genug zum Arbeiten waren, wurden in Arbeitslager geschickt, besonders, um dort landwirtschaftliche Arbeit zu verrichten. Das jüdische Eigentum wurden gestohlen, so wurden neben anderen Dingen die Juden zum Beispiel aufgefordert, alle ihre Wertsachen abzugeben. Der Judenrat, der sich unter den deutschen Gesetzgebern gegründet hatte, wurde verpflichtet, diese abgegebenen Wertsachen zu sammeln. Der Kopf des Judenrats war Max Glickstern, ein wohlhabender und respektierter Jude aus Koroliwka. Im Zuge dessen wurde auch eine "Juden-Polizei" geschaffen.
Der Hauptakt der Vernichtung der Juden geschah während des jährlichen Laubhüttenfestes am 26. September 1942, als die deutsche und ukrainische Polizei Koroliwka umzingelte und das Feuer eröffnete. Diejenigen, die nicht flüchten konnten, wurden in ihren Häusern ermordet. Wer versuchte zu fliehen, wurde beim Wegrennen erschossen. Nur diejenigen, die sich auf dem Hauptplatz im Ort sammelten und auf Lastwagen laden ließen, überlebten zunächst. Sie wurden in das nahe Borszczów gebracht, wo im Zuge der Vernichtungsaktionen Juden gerade in das Vernichtungslager Bełżec abtransportiert wurden. So deportierte man die aus Koroliwka "eingesammelten" Juden gleich mit den anderen nach Bełżec. Die Zahl der Opfer dieser Aktion beträgt ca. 700–900 inklusive der Juden, die in Koroliwka selbst getötet wurden. Nur wenige Juden aus Koroliwka überlebten diese Tötungsaktion bzw. wurden nicht deportiert, weil sie gerade noch an ihrem Arbeitsplatz waren oder ein erfolgreiches Versteck gefunden hatten. Einen Monat später, am 22. Oktober 1942, hörte die jüdische Gemeinschaft in Koroliwka auf zu existieren, denn die wenigen Verbliebenen wurden nun aufgefordert, ihren Heimatort zu verlassen und sich innerhalb 25 Stunden ins nahe gelegene Ghetto Borszczów zu begeben, wo sie wenig später das gleiche Schicksal wie ihre bereits getöteten Mitbürger ereilte.
Einige wenige Dutzend jüdische Arbeiter wurden auf einem großen Bauernhof nahe Koroliwka konzentriert (zusammengetrieben). Von diesen stammten einige aus Koroliwka und den umliegenden Dörfern. Dieses Arbeitslager bestand noch bis zum Ende der landwirtschaftlichen Saison 1943; es wurde in der zweiten Hälfte des Herbstes zerstört und die  jüdischen Zwangsarbeiter an Ort und Stelle erschossen.

### Aufbau des heutigen ukrainischen Dorfes
Nach der Rückeroberung Koroliwkas durch die Rote Armee kam der Ort wieder zur Ukrainischen SSR der Sowjetunion. Er wurde in Koraliwka (Коралівка) umbenannt und trug diesen Namen bis 1989. Seit der Unabhängigkeitserklärung der Ukraine 1991 ist er Teil der unabhängigen Republik und wird von Ukrainern bewohnt. Im Dorf befindet sich ein Denkmal für Taras Schewtschenko, dem bedeutendsten Dichter der Ukraine, und ein Denkmal im Gedenken an die Abschaffung der Leibeigenschaft 1889. Es gibt wieder eine Schule, Clubs, eine Bibliothek, Arztpraxen und Einzelhandelsunternehmen.

## Söhne und Töchter der Stadt
- Jakob Joseph Frank (1726–1791), ein jüdischer Schwärmer, Pseudo-Messias und Stifter der Sekte der Sohariten oder Kontra-Talmudisten, die nach ihm auch Frankisten genannt werden
- Mieczysław Jastrun (1903–1983), geboren als Moshe Agatstein, polnischer Schriftsteller, Essayist und Übersetzer
- Roman Wasilowitsch Andriyaschik (1933–2000), ukrainischer Schriftsteller, Journalist, Preisträger des Schewtschenko-Preises (1998)
- Mezenat I. Wrublewski, Priester
- Iwan Merdak (1933–2007), ukrainischer Bildhauer
- L. Stasiuk, ukrainische Keramikerin